# テリー・ライリー
テリー・ライリー（Terry Riley、1935年6月24日 - ）は、アメリカ合衆国出身の作曲家である。スティーヴ・ライヒやフィリップ・グラスらと並ぶミニマル・ミュージックの代表的な作曲家の1人。2020年から日本在住。

## 来歴
カリフォルニア州コルファックスに生まれ、シャスタ・カレッジ、サンフランシスコ州立大学、サンフランシスコ音楽院で学ぶ。その後、カリフォルニア大学バークレー校に入学して作曲法を学び、修士の学位を得た。
インド古典声楽の名人であるパンディット・プラン・ナートに最も大きな影響を受け、ラ・モンテ・ヤングやマリアン・ザジーラも彼の生徒であった。パンディットの課程の間に何度もインドを訪問し、師が演奏する際、タブラ、タンブーラおよび声による伴奏に携わった。
1960年代を通じて、ヨーロッパにも度々旅行した。そこではピアノ・バーで日々の糧を得ながら、音楽的影響も受けた。1968年には代表曲の「ア・レインボウ・イン・カーヴド・エア」を発表。1971年からはカリフォルニアの大学であるミルズ・カレッジにてインド古典音楽の教鞭をとることとなった。

### 日本に移住
2020年2月、同年8月から開催されるDOMMUNEが企画した佐渡島のイベント「さどの島銀河芸術祭」でのコンサートに際し、日本を視察しに訪れる。当時はダイヤモンド・プリンセス号でクラスターが発生しており、感染のリスクが懸念された。その際、DOMMUNE主催の宇川直宏への手紙で「もしウイルスに感染したとしても、それは私のカルマなので心配はいらない」と書いた。佐渡島に滞在した際、鼓童や鬼太鼓に感動したと述べた。
訪日後にアメリカで新型コロナウイルス感染者が増加したため、日本に滞在することを決める。日本での生活について、「85歳にして人生の新たな章が始まるとは想像もしていませんでしたが、私の仕事や人生観全般において、最も活力に満ち、最も刺激的な時期の一つとなっています」とコメントをしている。佐渡島で1週間過ごしたのちに山梨県北杜市に在住する。以降、毎月神奈川県鎌倉市で弟子の宮本沙羅と共に少人数制のKIRANA流派ラーガ教室を開催し、参加者と気軽な形で交流している。
「さどの島銀河芸術祭」は8月8日から10月11日に開催され、ライリーは9月22日に北沢浮遊選鉱場跡でコンサートを行った。運営側はコンサートを予約制として、来場者はPCR検査の陰性結果が必要となる日本初のコンサートとなった。当日はライブ配信はなく、後日にDOMMUNEで期間限定のアーカイブが配信された。
2022年には久石譲とのコンサートが発表されたが、久石の体調不良により直前でキャンセルとなった。
2023年7月20日には国立音楽大学の講堂大ホールで『In C』の作曲公開講座を行った。国立音楽大学に在籍する学生による演奏とライリーによる指導を公開形式で行った。
2023年10月4日には、2020年初春来日直後のまだ日本移住を決める前に山梨県小淵沢で録音したアルバムである「Terry Riley STANDARD(S)AND -Kobuchizawa Sessions #1」をリリースした。
2023年10月7日には、「埼玉国際芸術祭2023」のオープニングとしてコンサートを行い、10月13日・14日に京都の東本願寺の能楽堂で、イベント「AMBIENT KYOTO」のために特別公演を行う。

## 音楽性
代表曲は長さの異なるモードのセリーを用いた即興演奏に基づいており、その演奏は「インC」、「Keyboard Studies」で聴くことができる。「インC」 (1964年) は最も知られた曲で、ミニマル音楽を一気に有名にした。
1960年代には「徹夜コンサート (All-Night Concert)」を行った。コンサートでは古い「バラストの中に真空掃除機のモータで風を送り込むような」リードオルガンとテープレコーダーによる遅延装置付きのサクソフォーンを用い、日の入りから日の出まで即興演奏を披露した。何時間も演奏し続けた彼がついに休憩を必要とした際、夜中じゅう回しっぱなしにしていたテープレコーダーのテープをループさせ、サクソフォーン演奏の断片を繰り返し再生した。この種のコンサートは何年も続き、観客は寝袋、ハンモック持参で家族全員を連れてくるようになった。
長年にわたりクロノス・クァルテットとの関係を保ったが、その始まりはミルズ・カレッジで創始者のデイヴィッド・ハリントンと出会った時であり、それ以来、アンサンブルのために13の弦楽四重奏曲を作曲した。最初の管弦楽曲「Jade Palace」を作曲したのは1991年のことであり、その後、同方面の作品が続いた。インドのラーガ歌唱及びピアノ独奏でも実演と教育を行っている。
ライリー初期の試みにはカールハインツ・シュトックハウゼンの影響があるが、ラ・モンテ・ヤングと出会って以降、音楽の方向性を変えた。1955年から1956年にかけて、ライリーはヤングのシアター・オブ・エターナル・ミュージックに加わった。ライリーはヤングを「これまで会った中で最もフリークな奴」といっている。ヤングの発想こそが、ミニマリズムの心臓部であると言うのだ。だが、ミニマリズムにおけるライリーの影響力を挙げる音楽家も多い。この新しいスタイルを初めて用いたのは、1960年の弦楽四重奏曲においてであった。そのすぐ後に作曲された弦楽三重奏曲では短いフレーズを繰り返す技法を初めて彼は会得し、それがミニマリズムのスタイルとなったのである。
ミニマル音楽の演奏者としては、スティーヴ・ライヒ、ジョン・ギブソン、ポーリン・オリヴェロス、モートン・サボトニックが挙げられる。他にも星の数ほどの演奏家（例えばジョン・クーリッジ・アダムズ、フィリップ・グラス）に影響を与え続けている。それはまさに発明というべきであった。曲は53個の独立したモジュールからなり、それぞれのモジュールはほぼ1拍の長さで、おのおのが異なった音楽のパターンを有している（だが、タイトル通りすべてハ長調 in C である）。演奏者の一人はピアノから一定したハ音の連続を繰り出し、テンポを維持する。他の演奏者の人数と用いる楽器は任意で、いくつかのゆるやかなガイドラインに従ってそれらのモジュールを演奏する。その結果、時とともに異なったモジュールが様々に連動しあって行くのである。「Keyboard Studies」も同様の構造を持つ独奏曲である。
極小の音楽要素を集めて複雑で稠密な全体像を造り上げるこの様式は、凝り固まりつつあった西洋クラシック音楽のアカデミズムから離れる運動をもたらした。20世紀半ばの音楽界は、新ウィーン楽派の複雑な構築と新古典主義音楽によって埋め尽くされていた。ミニマリズム運動はこのような形式主義を放棄した。ライリーは更に一歩を進め、しばしば即興的要素を作曲に取り入れることで緊密な構成を否定するようになった（独奏者としては即興演奏の経験は長かった）。1968年の「A Rainbow in Curved Air」がこの種の技法を用いた最初期のものである。この作品及び対になる「Poppy Nogood and the Phantom Band」（1969年録音）は、ライリーの徹夜コンサートの印象を伝えるものである（そこまで長くはできなかったが）。
インド音楽と独奏に集中するため一旦は作品の記録を止めてしまったライリーであったが、クロノス・クァルテットとの仕事が彼を再び更に構成的な、記譜可能な音楽に向かわせた。しかし即興的要素はクロノス・クァルテットのための作品でも重要な役割を果たしている。
1950年代には当時黎明期にあったテープループ技法を用い、それ以降もテープを用いた音楽効果をスタジオでもライブでも研究し続けた。微分音を用い、純正律の音楽も作曲した。ロヴァ・サキソフォン・カルテット、ポーリン・オリヴェロス、クロノス・クァルテットだけではなくマイケル・マクルーアとのコラボレーションも行った。マイケル・マクルーアは脚本家で、作曲のライリーと共にアルバムを制作した。「A Rainbow In Curved Air」は、ロック・バンド、ザ・フーのギタリストであるピート・タウンゼントのシンセサイザーパートにインスピレーションを与え、「Won't Get Fooled Again」と「ババ・オライリィ」を生んだ。後者はライリーと共に、メヘル・バーバーに捧げられている。「A Rainbow In Curved Air」からバンド名を取ったロック・バンド、カーヴド・エア がイギリスから誕生している。また、マイク・オールドフィールドの『チューブラー・ベルズ』（ヴァージン・レコード）も、ライリーのミニマル音楽から強い影響を受けている。
日本では、2005年に自由学園明日館講堂、金沢21世紀美術館・シアター21で、ギタリストのデイヴィッド・タネンバウムらとともに公演を行った。また、2014年には映像作家寒川裕人と共同プロジェクトで来日公演を行った。2017年11月には、フアナ・モリーナ、ジェフ・ミルズとのツーマン（会場：渋谷 WWW X）ならびに単独公演（会場：代官山 晴れたら空に豆まいて）を行い、大きな話題を呼んだ。また、その来日に先駆けてのDOMMUNEでのビデオ・インタビューに於いて、「『ミニマル』というのはアカデミックすぎる。自分はむしろ『サイケデリック』と呼ばれたい」と述べた。

## ディスコグラフィ：代表作
- インC（1964）

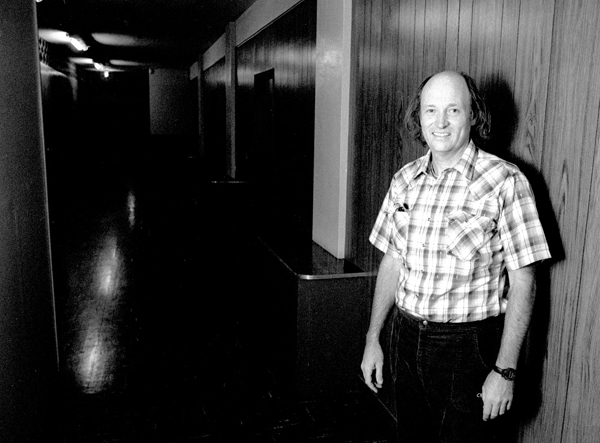
サンフランシスコにて(1985年頃)

- ア・レインボウ・イン・カーヴド・エア（1968）
- ドリーム
- EC
- キーボード・スタディ2
- Shri Camel (1980) （コンピュータ制御のデジタルディレイで変調された純正律電子オルガン独奏のための曲）
- The Harp of New Albion (1986) （純正律ピアノのための曲）
- Salome Dances for Peace
- Chanting the Light of Foresight （純正律に合わせたロヴァ・サキソフォン・カルテットによる曲）
- Persian Surgery Dervishes
- サン・リングズ （クロノス・クァルテットのための曲）